# Колумбија Хајтс (Минесота)
Колумбија Хајтс (енгл. Columbia Heights) град је у америчкој савезној држави Минесота.

## Демографија
По попису из 2010. године број становника је 19.496, што је 976 (5,3%) становника више него 2000. године.
| Група             | 2000.          | 2010.          |
| Белци             | 15.893 (85,8%) | 12.657 (64,9%) |
| Афроамериканци    | 671 (3,6%)     | 2.629 (13,5%)  |
| Азијати           | 640 (3,5%)     | 930 (4,8%)     |
| Хиспаноамериканци | 583 (3,1%)     | 2.319 (11,9%)  |
| Укупно            | 18.520         | 19.496         |